# Formation de Cleveland

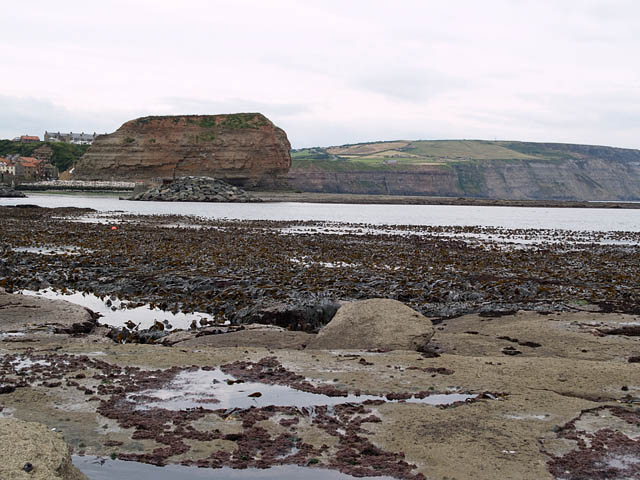
Le village de Staithes (à gauche), le mur de quai et la péninsule de Penny Nab (second plan). La base de l'horizon de Cleveland commence au pied de la falaise.

La formation de Cleveland est une séquence lithographique de sédiments marins du Jurassique inférieur, alternant des conglomérats riches en minerai de fer, des schistes argileux et des silts : en Grande-Bretagne, ces différentes strates forment une partie du Jurassique inférieur dans les régions de Cleveland et du Yorkshire du Nord. L'exploitation des veines de minerai de fer a été l'un des principaux moteurs de l'industrialisation du bassin de la Tees  au cours de la seconde moitié du XIXe siècle.
Selon la stratigraphie de cette formation, le minerai de fer de Cleveland se rattache au Pliensbachien supérieur (étage dit « Domérien »). Les veines de minerai de fer et les schistes argileux qui les accompagnent sont tellement fossilifères par endroits qu'elles forment des litages de coquillages, qui s'avèrent être, à l'analyse, des espèces marines littorales très variées, parfois préservées avec les galeries qu'elles ont creusées (Rhizocorallium), comme sur le site d'Old Nab, à l'est de Staithes.

## Expansion économique
Du point de vue économique, le minerai de fer de Cleveland a joué un rôle déterminant dans la renaissance du commerce de la vallée de la Tees et des districts alentour. La présence de minerai de fer à Cleveland était connue depuis des siècles par les vestiges d'artisanat celtique, antérieurs à l'occupation de la Grande-Bretagne. Mais malgré de nombreuses recherches, la provenance du fer dans la région est restée un mystère jusqu'à ce qu'à la fin des années 1840, le maître de forge John Vaughan (1799-1868) et le géologue John Marley (1823-1891), tous deux de la compagnie Bolckow Vaughan, découvrent les veines de fer le long de la côte, entre Staithes et la pointe nord des collines d’Eston, surplombant la vallée de la Tees.
La découverte, par les prospecteurs Vaughan et Marley, de la présence d'un vaste gisement de minerai de fer, non loin des veines de houille et de craie du comté de Durham, combinée à l'essor du réseau ferroviaire et fluvial de la région, donna à l'économie locale une impulsion décisive. Dans un contexte de demande de biens de consommation stimulé par la Révolution industrielle, une cohorte de spéculateurs audacieux fit de Middlesbrough le centre d'un bassin industriel actif, dominé par les usines sidérurgiques Bolckow Vaughan Ltd. : simple projet de cité ouvrière à la fin des années 1820, elle s'imposa pendant plus de deux générations comme la plate-forme commerciale du plus gros centre de production de fonte et d'acier. Dès 1881, année du jubilé d'or de Middlesbrough, la production de minerai de fer des mines de Cleveland dépassait les 6 000 000 tonnes.

## Stratigraphie

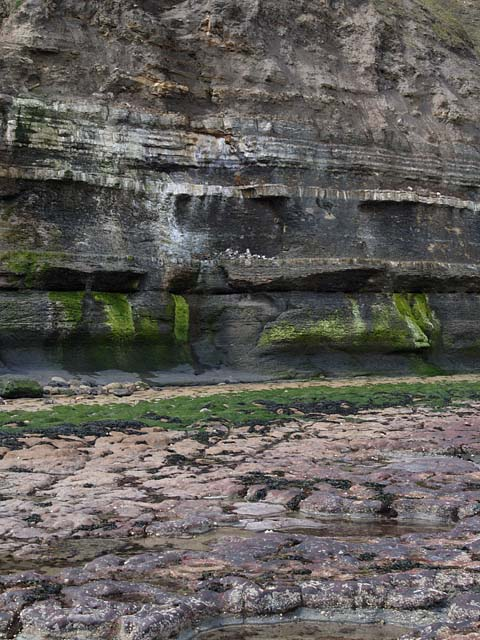
Affleurements du minerai ferreux de Cleveland Ironstone le long de la côte de Jet Wyke. la couche dénommée Avicula se trouve à la base ; puis viennent les couches de Raisdale, de Two Foot, de Pecten (5 couches minces) et de Main seams.

Autrefois rattachées au Lias moyen, ces strates se sont déposées au cours d'une période d'environ 2 millions d'années, sous la forme de sédiments meubles, au fond d'un golfe peu profond de la Téthys, entre 185 millions d'années et 183 millions d'années avant le présent. La formation repose sur un grès marin fossilifère, des silts et des marnes de la Formation de Staithes. Il y a six veines de minerai de fer ; on les nomme, selon l'ordre de leur dépôt : Osmotherley, Avicula, Raisdale, Two-foot, Pecten et Main.
Sur le site de référence, c'est-à-dire la côte de Staithes, dans le Yorkshire du Nord, l'épaisseur de cette couche atteint 25,30 m et comporte cinq cycles de schistes marins et de silts, coiffés chacun d'un dépôt de calcaire ferreux d'épaisseur, de composition et de teneur en fer variables. Les schistes et les silts sont de couleur grise, et présentent des intrusions calcaires, de nodules sidéritiques ou de concrétion de bivalves. Les couches les plus élevées de schistes son écrasées et ont été baptisées tempestites. C'est entre l'horizon de Raisdale et l'horizon de Staithes qu'on trouve des veines de fer écrasées dont la largeur à la base peut atteindre 0,50 m et la longueur, 5 m, enchâssées là lors de violents orages. L'interface s'est ensuite comblé de sable fin et d'un silt présentant des symptômes de pyritisation. Ces motifs, qui persistent jusqu'aux limites du banc, sont orientés selon un axe est-ouest, se retrouvent jusqu'à 19 km au sud-est, à Hawsker Bottoms.
C’est une discordance qui marque la transition avec l'horizon suivant, où apparaît la forme d'ammonite  Pleuroceras spinatum, qui recouvre les six derniers mètres de la formation ferrugineuse. Il est appelé Kettleness Member, et se subdivise en couche de Pecten et Main Seams. La veine ferrugineuse de Main Seams présente une épaisseur d'environ 1,80 m ; on y distingue deux zones : l'une épaisse de 0,70 m, dite Top Block ; l'autre, épaisse de 0,80 m, dite Bottom Block ; les deux sont séparées par 0,30 m de schiste intermédiaire à Old Nab.
Les veines de fer les plus intéressantes du point de vue économique sont celles de Main et de Pecten, dont l'épaisseur est maximum le long de la crête nord du gisement, près d'Eston : la veine de Main Seam y atteint une épaisseur de 3,66 m, elle repose directement sur la veine de Pecten (1,23 m) qui est pleine de coquillages. Ces filons présentent une relative continuité selon un axe est-ouest, mais les intrusions de schistes ne sont pas entièrement absentes : elles s'épaississent au sud, aux dépens des veines de fer. Dans l'est du bassin de Cleveland, les strates traversent un synclinal, le synclinal de Skelton. À North Skelton, la veine de Main Seam s'enfonce à 125 m sous le niveau de la mer.
L'ensemble de la formation s'étiole et sa teneur en fer baisse beaucoup au sud de la veine principale. Les strates du Pliensbachien disparaissent entièrement au sud du bassin du Yorkshire, à Market Weighton.

## Lithologie
Le minerai de Cleveland comporte environ 70 % de schiste et 30 % de minerai de fer. C'est un minerai de qualité médiocre, dont la teneur en fer n'excède guère 33 %, alors que l'exploitation n'est considérée comme rentable qu'à partir de 27 %.

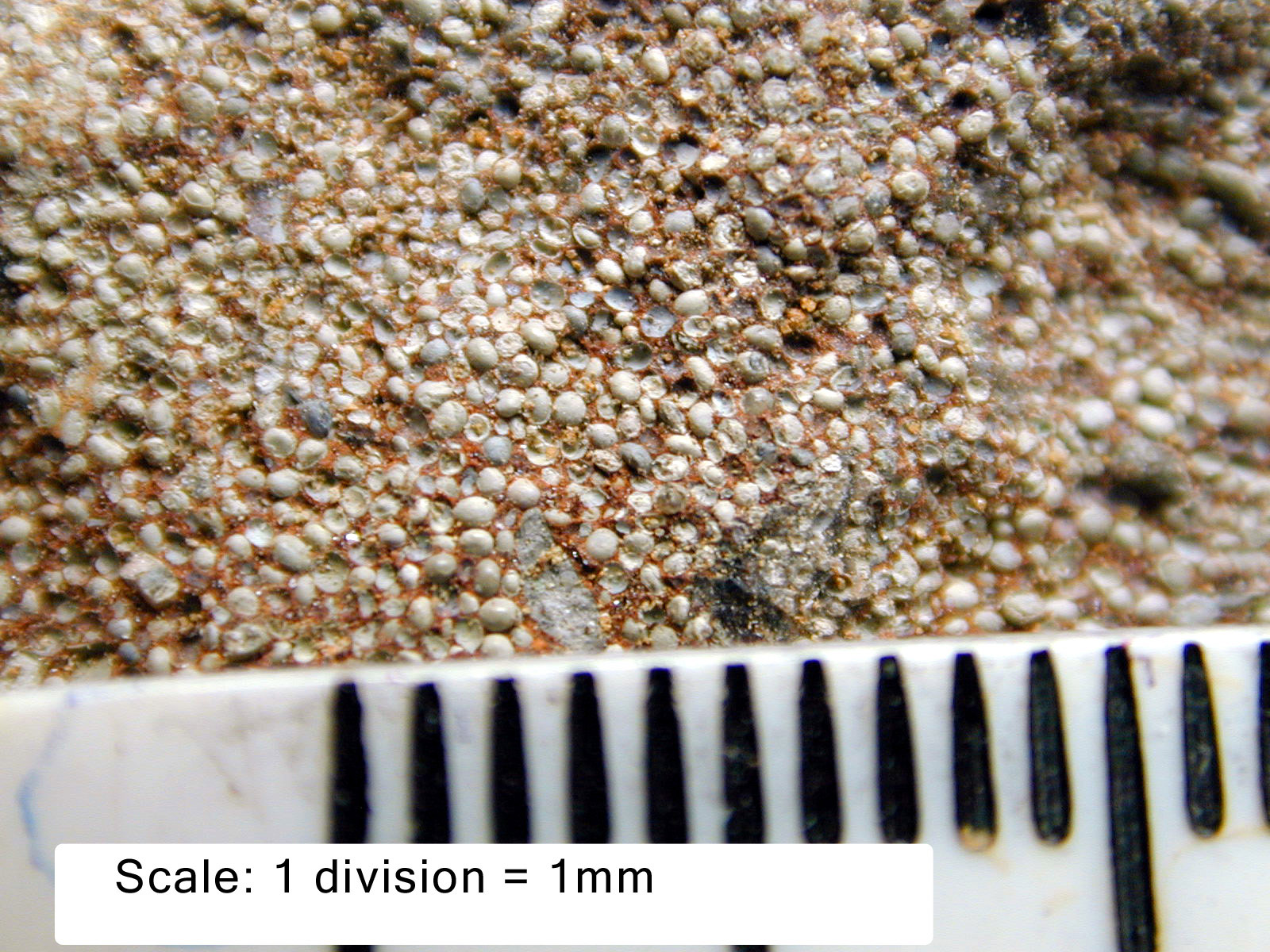
Gros plan sur un échantillon de minerai de fer de Cleveland dans la mine Kilton montrant la texture oolitique de cette roche.

Les principaux minerais ferreux sont le carbonate appelé sidérite (FeCO3) et la berthiérine (autrefois appelée chamosite, (Fe22+ Al(Si, Al) O5(OH)4). Les minéraux secondaires sont la calcite (sous les formes MgCO3 et MnCO3), la pyrite (FeS2), l’apatite (Ca3P2O8 H2O ), les silicates (Si), les minéraux argileux et leurs dérivés comme l’octaédrite (ou brookite, TiO2) et la dickite (Al2Si2O5(OH)4). Les veines sont souvent oolitiques, surtout dans le nord du district, mais leur constitution est variable. La composition pondérale moyenne est d'environ 33 % de sidérite, 33 % de berthierine, et une proportion identique de minéraux secondaires.
L'origine des dépôts ferreux a fait l'objet de multiples controverses depuis leur exploitation au milieu du XIXe siècle. L'hypothèse la plus en faveur à ce jour est celle proposée par Hallimond (1925) qui pose que la concentration de fer dissout dans l'eau de mer est restée constante au cours du dépôt des schistes et de la sidérite. Les différences physiques entre les deux roches résulte des variations du débit sédimentaire : lors des périodes de charriage important, les schistes se déposaient, et hors de ces périodes, la précipitation du fer a produit un minerai enrichi en métal. La présence de bivalves, de rhizocorallium fossiles, de lits à pendage, la trace d'épisodes de non-déposition, enfin et surtout la texture oolitique sont autant d'indices convergents vers un dépôt du minerai ferreux dans une mer peu profonde : sans doute un golfe.
Fossils are ubiquitous, especially within the ironstone seams, to the extent that the Avicula and Pecten seams are named after their most abundant faunal inclusions.